# Chigu (sockenhuvudort i Kina, Jiangxi Sheng, lat 27,55, long 114,65)
Chigu är en sockenhuvudort i Kina. Den ligger i provinsen Jiangxi, i den sydöstra delen av landet, omkring 170 kilometer sydväst om provinshuvudstaden Nanchang. Antalet invånare är 7 446. Befolkningen består av 3 369 kvinnor och 4 077 män. Barn under 15 år utgör 19,0 %, vuxna 15-64 år 73 %, och äldre över 65 år 7,0 %.
Runt Chigu är det ganska tätbefolkat, med 134 invånare per kvadratkilometer. Närmaste större samhälle är Shanzhuang, 6,6 km sydväst om Chigu. I omgivningarna runt Chigu växer i huvudsak blandskog.
Genomsnittlig årsnederbörd är 2 038 millimeter. Den regnigaste månaden är maj, med i genomsnitt 329 mm nederbörd, och den torraste är oktober, med 26 mm nederbörd.